# ملكة جمال أمريكا 2013
مسابقة ملكة جمال أمريكا 2013  هي مسابقة ملكة جمال أمريكا رقم السادسة والثمانين في تاريخ مسابة ملكة جمال أمريكا، عقدت في PH Live في منتجع وكازينو بلانيت هوليوود في لاس فيغاس ستريب في بارادايس، نيفادا يوم السبت، 12 يناير 2013. كان آخر حدث في لاس فيغاس. فائز «اختيار أمريكا» ، أليكسيس وينيمان (ملكة جمال مونتانا 2012) كان أول متسابق للتوحد في مسابقة التوحد. توجت ملكة جمال أمريكا لورا كيبيلر الفائزة بجائزة عام 2013 مالوري هيغان (ملكة جمال نيويورك 2012). خدمت هاجان لمدة تسعة أشهر فقط حيث عادت المسابقة إلى موقعها السابق في سبتمبر 2013.

## النتائج

### المراكز النهائية
| النتائج النهائية      | اسم المتنافسة |
| --------------------- | --- |
| ملكة جمال أمريكا 2013 | - نيويورك - مالوري هيغان                                                                                             |
| الوصيفة الأولى        | - كارولاينا الجنوبية - آلي روجرز                                                                                     |
| الوصيفة الثانية       | - أوكلاهوما - أليسيا كليفتون                                                                                         |
| الوصيفة الثالثة       | - وايومنغ - ليكسي مادن                                                                                               |
| الوصيفة الرابعة       | - أيوا - ماريا كاري                                                                                                  |
| أفضل 10               | - إلينوي - ميجان ايرفين - ماريلاند - جوانا غاي - تينيسي - تشاندلر لوسون - تكساس - داناي كوش - واشنطن - ماندي شاندل** |
| أفضل 12               | - ألاباما - آنا لورا براين - إنديانا - ميريبيث كوكس                                                                  |
| أفضل 16               | - فلوريدا - لورا ماكيمان - كنتاكي - جيسيكا كاسبولت - مونتانا - الكسيس وينيمان* - يوتا - كارا أرنولد                  |

* - اختيار أمريكا
** - تم إنقاذها من قبل الحكام للمنافسة في المسابقة النهائية.